# WordPress
WordPress ist ein freies Content-Management-System (CMS). Es wurde ab 2003 von Matthew Mullenweg als Software für Weblogs programmiert und wird als Open-Source-Projekt permanent weiterentwickelt. WordPress wird von über 63 % aller Websites (Stand Mai 2023), deren CMS bekannt ist, eingesetzt und ist damit das am weitesten verbreitete System zu deren Betrieb. Von einer Million der meistbesuchten Websites nutzt rund ein Drittel WordPress.
In WordPress kann jeder Beitrag frei erstellbaren Kategorien zugewiesen werden. Navigationselemente werden automatisch passend erzeugt. Weiter bietet das System Leserkommentare mit der Möglichkeit, diese vor der Veröffentlichung erst zu prüfen, eine Verwaltung der Benutzerrollen und -rechte und die Möglichkeit externer Plug-ins, womit WordPress in Richtung eines vollwertigen CMS ausgebaut werden kann.
WordPress basiert auf der Skriptsprache PHP (empfohlen wird PHP 7.4 oder höher) und benötigt eine MySQL- oder MariaDB-Datenbank. Es ist eine freie Software, die unter der GNU General Public License (GPLv2) lizenziert wurde. Laut Aussage der Entwickler legt das System besonderen Wert auf Webstandards, Eleganz, Benutzerfreundlichkeit und leichte Anpassbarkeit. WordPress entstand auf Basis der Software b2. Die aktuelle WordPress-Version 6.8.1 Cecil erschien am 30. April 2025.

## Geschichte
In den Jahren 2001/2002 entwickelte Michel Valdrighi ein in PHP geschriebenes Weblogsystem mit dem Namen b2/cafelog, das unter GPL veröffentlicht wurde. Einige Monate nachdem Valdrighi die Entwicklung von b2 eingestellt hatte, gab Matthew Mullenweg im Januar 2003 in seinem Blog bekannt, dass er auf der b2-Codebasis eine neue Weblog-Software schreiben wolle, die einfach zu bedienen, flexibel und gut anpassbar sein sollte. Kurze Zeit später startete er zusammen mit Mike Little die Entwicklung von WordPress.
Die erste stabile Version von WordPress erschien am 3. Januar 2004. Ab Version 1.0.1 sind alle Hauptversionen nach Jazzmusikern benannt. Nachdem sich auch Michel Valdrighi der Entwicklergruppe um Mullenweg angeschlossen hatte, wurde WordPress zum offiziellen Nachfolger von b2. Im Laufe der Jahre wurde der Funktionsumfang immer weiter ausgebaut. Ab der Version 1.5 („Strayhorn“) unterstützt WordPress das Verwalten von statischen Seiten, also Beiträgen außerhalb der normalen Weblogchronologie. Damit war die Grundlage geschaffen, um WordPress nicht nur als reine Weblog-Software, sondern auch als einfaches Content-Management-System nutzen zu können.
Im August 2005 gründete Matt Mullenweg zusammen mit einigen anderen Entwicklern das Unternehmen Automattic mit dem Ziel, weitere Dienste rund um das Bloggen anzubieten und die Entwicklung von WordPress besser zu koordinieren. Im selben Jahr startete Automattic den Bloghosting-Dienst WordPress.com, der auf der Multi-User-Version von WordPress basiert. Ein Jahr später fand das erste WordCamp, ein informelles Treffen ähnlich einem Barcamp, in San Francisco statt.

Die WordPress Foundation mit Sitz in San Francisco wurde von Matt Mullenweg gegründet, um die Entwicklung von WordPress zu unterstützen. Vorsitzender (Principal Officer) ist Mullenweg selbst. Es ist eine gemeinnützige Organisation nach 501(c)(3). Sie hat von Automattic den Auftrag, die Marken WordPress, WordCamp und andere zu schützen.
2007 gewann WordPress den Open Source CMS Award in der Kategorie Best Open Source Social Networking Content Management System und 2009 in der Kategorie Overall Best Open Source CMS.
WordPress wurde im Jahr 2014 auf etwa 75 Millionen Websites eingesetzt. 2015 wurde etwa ein Viertel aller Websites mit WordPress betrieben, gefolgt von Joomla und Drupal mit einem Marktanteil von jeweils etwa fünf Prozent. Die im November erschienene Version 4.9 war bis August 2018 etwa 136,6 Millionen Mal heruntergeladen worden. Mit Stand vom März 2022 basieren laut W3techs 64,9 % aller Websites, die mithilfe eines Content-Management-Systems erstellt wurden, auf WordPress. Das entspricht einem Anteil von etwa 43,2 % aller Websites im Internet.

## Funktionen

### Grundlegende Funktionen
WordPress ist eine Content-Management-Plattform, die es ermöglicht, Websites ohne umfassende Programmierkenntnisse zu erstellen und zu verwalten. Dabei liegt der Fokus auf einer benutzerfreundlichen Oberfläche zum Erstellen, Bearbeiten und Veröffentlichen von Inhalten, wie Seiten und Beiträge. Das System ist sowohl für Einsteiger als auch für erfahrene Entwickler geeignet, um verschiedene Arten von Websites zu erstellen. Ursprünglich startete WordPress als Blog-Software, so dass es noch immer viele diesbezügliche Funktionen bietet, beispielsweise Kategorien, Tags und weitere selbst definierte Taxonomien (mittels „Custom Taxonomies“). Die Blog-Beiträge werden neben der normalen Darstellung als Webseite den Lesern auch über Web-Feeds in den Protokollen RSS 2.0, RSS 0.92, RDF 1.0 und Atom 0.3 angeboten. Neben Beiträgen für den Blog werden auch statische Seiten erstellt und verwaltet, die das Grundgerüst für die permanenten Informationen einer Website bilden.
Seit der Version 2.6 wird zudem die Versionierung von Beiträgen und Seiten unterstützt. Weiterhin kann WordPress Kommentareinträge verwalten. Es existiert ein einfaches Redaktionssystem mit fünf Benutzerrollen (Administrator, Redakteur, Autor, Mitarbeiter, Leser), eine Mediengalerie, über die man Daten hochladen kann, und eine integrierte Volltext-Suche. Außerdem ist standardmäßig TinyMCE als Texteditor aktiviert. Im Dezember 2018 wurde TinyMCE, eine Technologie zur Textformatierung, durch den Gutenberg-Blockeditor ersetzt. Mit dem neuen Editor müssen Nutzer keine CSS- oder HTML-Kenntnisse mehr besitzen, um Websites zu gestalten. Seit der Einführung des Gutenberg-Editors besteht außerdem die Möglichkeit, Blogbeiträge an jeder beliebigen Stelle im Content anzeigen zu lassen, ohne dafür ein Plug-in oder einen Shortcode benutzen zu müssen.

### Plug-ins
Mit Hilfe von Plug-ins kann WordPress um diverse Funktionen erweitert werden. Alle diese Erweiterungen lassen sich mittels des eingebauten Code-Editors bearbeiten.
Insgesamt sind im Oktober 2019 im Plug-in-Verzeichnis rund 55.000 freie Plug-ins verfügbar. Es gibt beispielsweise Plug-ins, die die Verwendung anderer Anmeldeverfahren wie LDAP, OpenID oder Shibboleth ermöglichen, den eigenen Blog mit Twitter verbinden oder WordPress um eine Statistik-Funktion erweitern.
Plug-ins werden in der Regel von Drittanbietern entwickelt und können dann – unter bestimmten Richtlinien – entweder im offiziellen WordPress-Plug-in-Verzeichnis oder autark davon angeboten werden.
Automattic bietet zudem Plug-ins, die eine Verbindung mit den anderen hauseigenen Projekten wie der Forensoftware namens bbPress oder Services wie dem Anti-Spam-Dienst Akismet ermöglichen. Akismet ist das einzige Plug-in, welches als Standard vorinstalliert ist.

### Themes

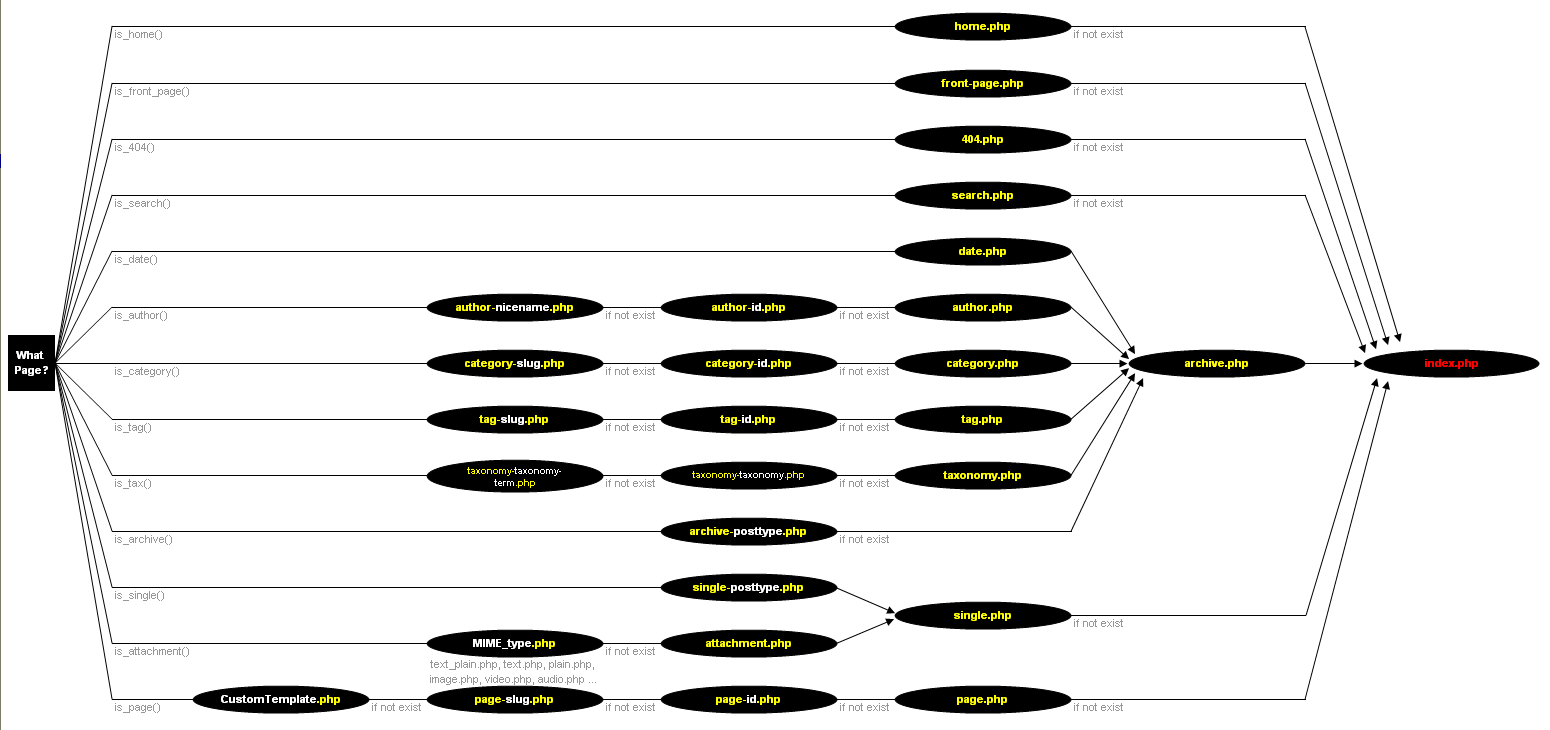
Hierarchie innerhalb eines WordPress-Themes

Das Aussehen einer Webseite wird in WordPress durch Themes festgelegt. So werden Design und Programmkern von WordPress getrennt, wodurch individuelle Designs entwickelt werden können, ohne mit der Programmierung der Software an sich vertraut zu sein. Allerdings ist es in WordPress auch möglich, diverse Funktionen direkt in ein Theme zu programmieren, wodurch diese Trennung teilweise wieder aufgehoben werden kann.
Die meisten Themes bestehen aus PHP-Funktionen, HTML-Code sowie CSS-Dateien und haben einen grundlegend gleichen Aufbau. Daher gibt es von einigen Entwicklern spezielle Themes, die bereits alle notwendigen Elemente beinhalten und somit die Entwicklung eines eigenen Themes vereinfachen. Themes können ebenso wie Plug-ins im Editor des Grundsystems bearbeitet werden, ab Version 4.9 wird dabei Syntaxhervorhebung und ein Speichern von Entwürfen unterstützt.
Von Version 1.5 bis 3.0 war das voreingestellte Theme Kubrick (benannt nach Regisseur Stanley Kubrick). Ab Version 3.0 verwendet WordPress standardmäßig das neue Theme Twenty Ten (dt. 2010), die bisher enthaltenen Themes Classic und Default (Kubrick) sind nur noch separat erhältlich. Seither werden die jährlich erscheinenden Standardthemes nach dem Jahr der Veröffentlichung benannt (also Twenty Eleven, Twenty Twelve usw. bis aktuell Twenty Twenty-Four). Die Zukunft der Jahres-Themes wurde im Oktober 2021 in Frage gestellt. Auf den Websites der Entwickler und über den eingebauten Theme-Browser sind zudem viele weitere Themes für WordPress verfügbar. Themes fallen genauso wie WordPress selbst unter die GPL.
Sowohl bei den Themes als auch bei den Plug-ins gibt es kostenlose und kostenpflichtige Angebote. Kostenlose Themes durchlaufen, sofern sie über das WordPress-Repository installierbar sind, einen Freigabe-Prozess durch verifizierte WordPress-Entwickler. Kostenpflichtige Themes sind hingegen nur bei Drittanbietern erhältlich und bieten häufig Zusatzfunktionen, die mit kostenlosen Themes nicht mitgeliefert werden. Um WordPress nutzen zu können, bedarf es mindestens eines installierten Themes.

#### Child Themes
WordPress bietet die Möglichkeit, mit Hilfe von Child Themes das Design sowie die Funktionalität eines bereits installierten Themes (genannt Parent Theme) anzupassen und zu erweitern, ohne die Update-Sicherheit zu gefährden. Ein Child Theme ersetzt dabei einzelne Codeteile des Parent Themes. Diese Änderungen werden separat gespeichert und bei Updates des Parent Themes nicht überschrieben.

#### Block-basierte Themes
Am 25. Januar 2022 stellte Matt Mullenweg, der WordPress-Gründer, die neue Version 5.9 „Joséphine“ vor, mit der erstmals ein Block-basiertes Theme als Standard-Theme ausgeliefert wurde. Die neue Architektur dieser Themes basiert auf dem Gutenberg-Editor und ermöglicht die vollständige Bearbeitung aller visuellen Bereiche des Themes über den Block-Editor. Diese WordPress-Themes enthalten Vorlagen, die vollständig aus Blöcken bestehen, so dass zusätzlich zu den Inhalten der verschiedenen Beitragstypen (Seiten, Beiträge etc.) auch alle anderen Bereiche der Website mit dem Block-Editor bearbeitet werden können, wie Header, Footer, Sidebars usw. Dafür wurde Twenty Twenty-Two mit „so wenig CSS wie möglich“ ausgeliefert und ermöglicht es, sämtliche Stile über die Datei theme.json zu konfigurieren.

## Versionen
| WordPress-Stamm                                                                        | Version | Releasename | Veröffentlichung   | Anmerkungen |
| -------------------------------------------------------------------------------------- | ------- | ----------- | ------------------ | --- |
| b2                                                                                     | 0.70    | —           | 27. Mai 2003       | 0.70 war fast identisch mit der letzten b2-Version, behob aber einige Fehler. Nur 0.71-gold ist heute noch über das Archiv von wordpress.org verfügbar. |
| WordPress 1                                                                            | 1.0     | Davis       | 3. Januar 2004     | Erste stabile Version |
| WordPress 1                                                                            | 1.2     | Mingus      | 22. Mai 2004       | Neuerungen: Unterstützung für Plug-ins |
| WordPress 1                                                                            | 1.5     | Strayhorn   | 17. Februar 2005   | Neuerungen: Verwaltung von statischen Seiten, neues Template-System. |
| WordPress 2                                                                            | 2.0     | Duke        | 31. Dezember 2005  | Neuerungen: diverse Verbesserungen im Bereich Administration, Bildimport und Plug-in-Anbindung Sollte ursprünglich 5 Jahre mit Sicherheitsupdates versorgt werden. Dieser Plan wurde allerdings im Sommer 2009 aufgegeben. |
| WordPress 2                                                                            | 2.1     | Ella        | 22. Januar 2007    | Neuerungen: Autosave-Funktion, Upload-Manager |
| WordPress 2                                                                            | 2.2     | Getz        | 16. Mai 2007       | Neuerungen: Unterstützung für Widgets und das Atom-Feedformat |
| WordPress 2                                                                            | 2.3     | Dexter      | 24. September 2007 | Neuerungen: native Unterstützung für Tags (Schlagwörter), verbesserter Texteditor |
| WordPress 2                                                                            | 2.5     | Brecker     | 29. März 2008      | Neuerungen: neu gestaltetes Administrationsmenü, Tag-Verwaltung, „Dashboard-Widgets“, verbesserte Verschlüsselung für Passwörter |
| WordPress 2                                                                            | 2.6     | Tyner       | 15. Juli 2008      | Neuerungen: Versionierung von Artikeln und Seiten, Unterstützung von Google Gears, Vorschau für Themes |
| WordPress 2                                                                            | 2.7     | Coltrane    | 10. Dezember 2008  | Neuerungen: komplett neue Administrationsoberfläche, Funktion für automatische Updates, vereinfachte Plug-in-Installation aus dem Administrationsmenü heraus |
| WordPress 2                                                                            | 2.8     | Baker       | 11. Juni 2009      | Neuerungen: einfache Installation von Themes ähnlich der für Plug-ins, neues Administrations-Interface für Widgets |
| WordPress 2                                                                            | 2.9     | Carmen      | 18. Dezember 2009  | Neuerungen: Papierkorb für Artikel, Seiten und Kommentare; Bearbeitungsfunktionen für Bilder (Schneiden, Drehen, Spiegeln) |
| WordPress 3                                                                            | 3.0     | Thelonious  | 17. Juni 2010      | Neuerungen: Zusammenlegung von WordPress und WordPress µ, neues Standard-Theme Twenty Ten, Editor zum Erstellen von Webseiten-Menüs |
| WordPress 3                                                                            | 3.1     | Reinhardt   | 23. Februar 2011   | Neuerungen: erweiterte Taxonomie-Abfragen, Adminbar (Toolbar im Frontend, über die man auf Backend-Funktionen zugreifen kann), Post Formats (Artikel-Formatvorlagen), einfachere interne Verlinkung |
| WordPress 3                                                                            | 3.2     | Gershwin    | 4. Juli 2011       | Neuerungen: ein Vollbild-Modus für den Editor zum „freien Schreiben“ wird ergänzt, das Aussehen der Administrationsoberfläche wird geändert, ein neues Standard-Theme (Twenty Eleven) wird ausgeliefert. Die Systemvoraussetzungen werden auf PHP 5.2.4 und MySQL 5.0 erhöht und Internet Explorer 6 wird nicht mehr unterstützt.                                   |
| WordPress 3                                                                            | 3.3     | Sonny       | 12. Dezember 2011  | Neuerungen: verbesserter Uploader für Medien, verbesserte Navigationsleiste im Administrationsbereich |
| WordPress 3                                                                            | 3.4     | Green       | 13. Juni 2012      | Neuerungen: Verbesserung von Designfunktionen („Theme Customizer“), benutzerdefinierte Kopfzeilen mit flexiblen Größen, Twittereinbindung und HTML in den Bildbeschreibungen |
| WordPress 3                                                                            | 3.5     | Elvin       | 11. Dezember 2012  | Neuerungen: Unterstützung des Retina-Display, Werkzeug zur Farbauswahl, neues Standard-Theme Twenty Twelve, einfacherer Workflow für Bilder, individuelle Grafiken für Kopf- und Fußzeile |
| WordPress 3                                                                            | 3.6     | Oscar       | 1. August 2013     | Neuerungen: neues Theme Twenty Thirteen, Verbesserungen im Admin-Bereich, Verbesserung der Oberfläche für Post-Formate, Verbesserung der Oberfläche für Menüs, Update für Revisionen, automatisches Speichern und Post-Locking |
| WordPress 3                                                                            | 3.7     | Basie       | 24. Oktober 2013   | Neuerungen: eigenständige Aktualisierung, Hinweis auf schwache Passwörter, besserer globaler Support, neue Sortierungslogik für Suchergebnisse |
| WordPress 3                                                                            | 3.8     | Parker      | 12. Dezember 2013  | Neuerungen: neues Design im Administrationsbereich, neues Standard-Theme Twenty Fourteen, verbesserte Anpassungen an verschiedene Bildschirmgrößen und Auflösungen |
| WordPress 3                                                                            | 3.9     | Smith       | 16. April 2014     | Neuerungen: Update für visuellen Editor (WYSIWYG), Drag-&-Drop-Funktion im Editor, Playlisten für Videos und Audios, verbesserter Theme-Browser, Galerievorschau im Editor |
| WordPress 4                                                                            | 4.0     | Benny       | 4. September 2014  | Neuerungen: zusätzliche Rasteransicht für die Mediathek sowie ein Filter nach Typ, neue Gestaltung der Plug-in-Installation, Sprachauswahl während des Installationsvorgangs, Vorschau von eingebundenen URLs im visuellen Editor, automatische Größenanpassung des Editors, Widgets in einem eigenen Customizer-Panel, verbesserte Interaktion mit Editor-Inhalten |
| WordPress 4                                                                            | 4.1     | Dinah       | 18. Dezember 2014  | Neuerungen: neues Standard-Theme Twenty Fifteen, ablenkungsfreies Schreiben, Spracheinstellung kann jederzeit in den Einstellungen geändert werden, Ausloggen vom Blog von überall möglich, Einbindung von bei Vine gehosteten Videos, Plug-in-Vorschläge anhand der verwendeten Plug-ins, mehrere Verbesserungen „unter der Haube“                                 |
| WordPress 4                                                                            | 4.2     | Powell      | 23. April 2015     | Neuerungen: vereinfachtes Wechseln zwischen bereits installierten WordPress-Themes, neuer Workflow beim Update von Plug-ins, da diese zukünftig im Hintergrund geladen werden, Überarbeitung von „Press This“, Vereinfachung von Teilen des Web-Contents, Emoji-Support                                                                                             |
| WordPress 4                                                                            | 4.3     | Billie      | 18. August 2015    | Neuerungen: sicherere Seiten durch bessere Passwörter, Menü-Verwaltung und Website-Icon im Customizer, schnellere Formatierungen im Editor durch Formatierungs-Kürzel |
| WordPress 4                                                                            | 4.4     | Clifford    | 8. Dezember 2015   | Neuerungen: neues Standard-Theme Twenty Sixteen, responsive Bilder, Einbettung von Beiträgen |
| WordPress 4                                                                            | 4.5     | Coleman     | 12. April 2016     | Neuerungen: Vereinfachung der Einbettung interner Links („Inline-Link-Dialog“), Einbindung von Logos in das Theme, Behebung von geringen Sicherheitslücken |
| WordPress 4                                                                            | 4.6     | Pepper      | 16. August 2016    | Neuerungen: Theme- und Plug-in-Updates ohne Seitenwechsel („Shiny Updates“), automatische Erkennung von toten Links, Abspeicherung von Entwürfen im Browser-Cache, Verwendung im Betriebssystem des Nutzers installierter Schriftarten im Backend (native Schriftarten)                                                                                             |
| WordPress 4                                                                            | 4.7     | Vaughan     | 6. Dezember 2016   | Neuerungen: neues Standard-Theme Twenty Seventeen, benutzerspezifische Sprache im Backend, Entwickler können spezifische Sammelaktionen einfacher implementieren |
| WordPress 4                                                                            | 4.8     | Evans       | 8. Juni 2017       | Neuerungen: Medien-Widgets und Verbesserungen bei der Link-Bearbeitung im Editor |
| WordPress 4                                                                            | 4.9     | Tipton      | 16. November 2017  | Neuerungen: Customizer mit Planungsfunktion, vereinfachte Menüerstellung und Sandbox für Sicherheit bei Plug-in- oder Theme-Bearbeitung (fataler Fehler nahezu unmöglich, da statt des White Screens die vorherige Version wiederhergestellt wird) |
| WordPress 5                                                                            | 5.0     | Bebo        | 6. Dezember 2018   | Neuerungen: ein auf Inhaltsblöcken basierender Editor, Theme Twenty Nineteen |
| WordPress 5                                                                            | 5.1     | Betty       | 21. Februar 2019   | Neuerungen: Performance-Verbesserungen des Editors, Site-Health-Funktion für Verbesserung der Sicherheit und Geschwindigkeit. |
| WordPress 5                                                                            | 5.2     | Jaco        | 7. Mai 2019        | Neuerungen: Site Health Check zur Anzeige des Website-Zustands, Recovery Mode für Fatal Errors in PHP |
| WordPress 5                                                                            | 5.3     | Kirk        | 12. November 2019  | Neuerungen: Verbesserte Benutzerinteraktionen sowie eine benutzerfreundlichere Bedienoberfläche. |
| WordPress 5                                                                            | 5.4     | Adderley    | 31. März 2020      | Neuerungen: neue Funktionen und Fehlerbehebungen im Blockeditor |
| WordPress 5                                                                            | 5.5     | Eckstine    | 11. August 2020    | Neuerungen: Geschwindigkeit (lazy loading), Suchmaschinen (XML-Sitemap) und Sicherheit (automatische Updates für Plug-ins und Themes) |
| WordPress 5                                                                            | 5.6     | Simone      | 8. Dezember 2020   | Neuerungen: UI für automatische Major-Updates, Accessibility-Statement-Plug-in, Anwendungspasswörter (REST-API-Authentifizierung), Theme Twenty Twenty-One. |
| WordPress 5                                                                            | 5.7     | Esperanza   | 9. März 2021       | Neuerungen: überarbeitete Dashboard-Farbpalette, Verbesserungen am Gutenberg-Editor, neue Robots API |
| WordPress 5                                                                            | 5.8     | Tatum       | 20. Juli 2021      | Neuerungen: Block-basierter Widget-Editor, Beiträge mit neuen Blöcken und Vorlagen darstellen, Template-Editor, Bilder einfärben mit Duotone-Filter, Global-Styles- und Global-Settings-APIs via theme.json |
| WordPress 5                                                                            | 5.9     | Joséphine   | 25. Januar 2022    | Neuerungen: Full-Site-Editing, Theme Twenty Twenty-Two als erstes Block-Theme. Neue Typografie-Werkzeuge, Optionen für flexible Layouts, Integration des neuen WordPress-Vorlagen-Verzeichnis. |
| WordPress 6                                                                            | 6.0     | Arturo      | 24. Mai 2022       | Neuerungen: Zahlreiche Verbesserungen beim Schreiben im Gutenberg-Editor. Block-basierte Themes erhalten eine Option für mehrere Stilvarianten. Steuerelemente zum Sperren von Blöcken. Verbesserte Leistung sowie Verbesserung der Barrierefreiheit. |
| WordPress 6                                                                            | 6.1     | Misha       | 1. November 2022   | Neuerungen: Mehr Templates im Site-Editor. Design-Werkzeuge für mehr Konsistenz und Kontrolle. Verbesserung des Menü-Handlings. Fluid Typography. Zahlreiche Verbesserungen im Block-Editor. |
| WordPress 6                                                                            | 6.2     | Dolphy      | 29. März 2023      | Neuerungen: Standard-Themes laden Google-Fonts lokal, Import von Widgets aus Classic-Themes in Block-Themes, Verbesserter Navigations-Block, einfacher Wechsel zwischen Templates und Templates-Teilen. |
| WordPress 6                                                                            | 6.3     | Lionel      | 9. August 2023     | Neuerungen: Ausbau der Funktionalität des Site-Editors, Vorschau von Block-Themes, Synced Patterns, Befehlspalette, Style revisions, neue Blöcke. |
| WordPress 6                                                                            | 6.4     | Shirley     | 7. November 2023   | Neuerungen: Neues Standard-Theme „Twenty Twenty-Four“, Befehlspalette, Kategorisierung von Vorlagen, Design Werkzeuge, Lightbox für Bilder, Gruppenblöcke umbenennen, Block-Hooks. |
| WordPress 6                                                                            | 6.5     | Regina      | 2. April 2024      | Neuerungen: Schriftbibliothek, Revisionen für Templates und Template-Teile, Werkzeuge für Hintergrundbilder, Interaktivitäts-API. |
| WordPress 6                                                                            | 6.6     | Dorsey      | 16. Juli 2024      | Neuerungen: Alternative Farbpaletten und Schrift-Sets, Vorschau im Site-Editor, automatisches Zurückrollen von fehlerhaften Plugin-Updates. |
| WordPress 6                                                                            | 6.7     | Rollins     | 12. November 2024  | Neuerungen: Neues Standard-Theme „Twenty Twenty-Five“, Verkleinern-Funktion, Blöcke und individuelle Felder verbinden, Typografie-Optionen. |
| WordPress 6                                                                            | 6.8     | Cecil       | 15. April 2025     | Neuerungen: Spekulatives Laden, aktualisiertes Erscheinungsbild für das Stylebook, kleinere Verbesserungen am Editor, Stärkere Passwortsicherheit mit bcrypt. |
| Ältere Version; nicht mehr unterstütztÄltere Version; noch unterstütztAktuelle Version |         |             |                    | |

### WordPress µ
Das Projekt WordPress µ (µ = mu, hier als Abkürzung für Multiuser genutzt) entstand, um die Möglichkeit zu bieten, Weblogs mandantenfähig zu hosten und damit einen Weblog-Dienst einzurichten. WordPress-µ-Versionen basierten jeweils auf der aktuellen WordPress-Version und erschienen meist zeitnah zu dieser. Das Projekt wurde ebenfalls von Automattic koordiniert.
Seit WordPress 3.0 ist µ unter dem Namen Multisite ein fester Bestandteil der Blog-Software. Es wird daher nicht mehr als gesondertes Projekt geführt.

### BuddyPress
BuddyPress ist ein Plug-in für WordPress (ursprünglich nur für WordPress µ), das das Blog-System in ein kleines soziales Netzwerk verwandelt. Die aktuelle Version ist 11.0 vom 5. Januar 2023. Von einigen ehemaligen BuddyPress-Entwicklern wird unter dem Namen BuddyBoss ein kostenpflichtiger Nachfolger mit erweiterten Funktionen bereitgestellt.

### WordPress für Mobilgeräte
Für Betriebssysteme verschiedener Mobilgeräte (derzeit iOS, Android, Windows Phone, Blackberry OS, Symbian, HP webOS) werden Applikationen angeboten, die den mobilen Zugriff auf WordPress.com-Blogs und WordPress-Blogs ab Version 2.7 ermöglichen. Diese bieten unter anderem die Möglichkeit, Beiträge lokal zu bearbeiten sowie Bilder und Videos hochzuladen.

## Kritik

### DE-Edition
Die Integration des Plug-ins „LinkLift“, das Textlinks zum Zwecke der Suchmaschinenoptimierung in die inoffizielle deutsche Version 2.3 einband, löste Diskussionen unter Nutzern aus. Als Reaktion darauf wurde das Plug-in ab dem 1. Oktober 2007 nicht mehr mit ausgeliefert.
Lange Zeit gab es zudem für WordPress im deutschsprachigen Raum mehrere Sprachdateien: Eine von WordPress.org und zwei von WordPress Deutschland (eine „Du“- und eine „Sie“-Version). Da die Sprachdateien das gleiche Länderkürzel nutzten, kam es mit der Einführung der automatischen Aktualisierungsfunktion mit WordPress 2.7 zu diversen Problemen. Mit der Folgeversion 2.8 und der Zusammenlegung der deutschen Sprachversionen wurde dies behoben.

### Mehrsprachigkeit
WordPress bietet keine native Unterstützung für mehrsprachige Webseiten. Zwar bieten Plug-ins die Möglichkeit, mehrsprachigen Inhalt zu verwalten, jedoch beziehen sich diese meist nur auf einzelne Postings und nicht auf alle verfügbaren Elemente. Alternativ ist es möglich, die Multi-Site-Funktion von WordPress ab Version 3.0 zu nutzen und damit für jede Sprache einen eigenen Blog zu erstellen.

### Speicherverbrauch
In Version 2.8 ist der Speicherverbrauch verglichen mit den Vorgängerversionen vor allem auf 64-Bit-Systemen stark angestiegen. Standardmäßig werden heute erfahrungsgemäß mindestens 128 MB RAM benötigt.
Mit Version 3.2 wurde die Code-Menge reduziert und an der Performance gearbeitet.

### Programmierschnittstelle (API)
Besonders bei der Entwicklung von Skins (bei WordPress Themes genannt) bemängeln Entwickler die uneinheitliche API. So existieren redundante oder nahezu gleichlautende Funktionen. Globale Variablen werden benutzt und objektorientierte mit prozeduraler Programmierung vermischt. Außerdem geben einige Funktionen Werte direkt auf dem Bildschirm aus, andere geben sie lediglich zurück.

### Gutenberg
Mit Version 5.0 von WordPress hielt ein neuer Editor mit dem Namen Gutenberg Einzug, was von vielen Mitgliedern der Community kritisiert wurde. Der „Block Editor“ Gutenberg ersetzt dabei den Editor TinyMCE, der vorher von WordPress genutzt wurde, was Probleme mit Themes und Plug-ins (hier insbesondere PageBuilder) mit sich bringt, solange diese noch nicht an die neue Basis angepasst worden sind. Auch wurde die Veröffentlichungs- und Informationspolitik der WordPress Foundation kritisiert, da die Veröffentlichung von WordPress 5.0 mehrfach verschoben wurde und es bis zum Release kaum eingehendere Informationen zu Gutenberg gab. Dies hat sich mittlerweile durch (inoffizielle) Projekte geändert. TinyMCE bleibt als das Plug-in „Classic Editor“ „mindestens bis 2024 oder so lange wie nötig“ verfügbar. Ist es installiert und aktiviert, ersetzt es den neuen Block Editor vollständig und stellt die alte Bedienoberfläche zum Bearbeiten von Beiträgen und Seiten wieder her. Beim Wechsel zwischen den beiden Editoren ist jedoch darauf zu achten, dass Gutenberg nicht vollständig abwärtskompatibel zum Classic Editor ist.

## Trivia
Ab Version 3.0 tauscht WordPress in Titeln, Inhalten und Kommentaren die Schreibweise Wordpress automatisch durch die offizielle – WordPress – aus.
Die zentralen Steuerungsorgane des WordPress-Projekts sind WordPress.org und die WordPress Foundation. Während die WordPress Foundation primär für die Verwaltung der Markenrechte und administrative Unterstützung zuständig ist, liegt die tatsächliche Kontrolle über das Projekt letztlich bei Matt Mullenweg als Privatperson. Dies begründet sich darin, dass WordPress.org und die gesamte technische Infrastruktur des Projekts direkt von ihm betrieben werden.

## Sicherheit
Laut einer Studie von iThemes Media LLC sind nur zwei Prozent der WordPress-Plug-ins für 99 Prozent der bekannten Sicherheitslücken verantwortlich. Im Jahr 2022 wurden insgesamt 1.779 Sicherheitslücken verfolgt, von denen 23 als Kern-Vulnerabilitäten galten und somit nur 1 Prozent der Gesamtzahl ausmachten. Auffällig ist dabei, dass die verbleibenden 99 Prozent (1.756) der Sicherheitslücken auf Plug-ins und Themes zurückzuführen sind. Dies verdeutlicht die Bedeutung einer sorgfältigen Auswahl und Verwaltung von Plug-ins und Themes, um potenzielle Sicherheitsrisiken zu minimieren und die Sicherheit der WordPress-Websites zu gewährleisten.